# ليريك
ليريك (بالأذرية: Lerik) هي مدينة في أذربيجان وعاصمة مقاطعة ليريك وتقع الجزء الجنوبي من أذربيجان بمسافة ليست بعيدة عن الحدود الإيرانية.
تقع على على جبال التاليش وهي جزء (شمال غربي) من جبال البرز.